# Green Camp
Green Camp és una població dels Estats Units a l'estat d'Ohio. Segons el cens del 2000 tenia 342 habitants.

## Demografia
Segons el cens del 2000, Green Camp tenia 342 habitants, 133 habitatges, i 102 famílies. La densitat de població era de 388,4 habitants per km².
Dels 133 habitatges en un 31,6% hi vivien nens de menys de 18 anys, en un 59,4% hi vivien parelles casades, en un 9,8% dones solteres, i en un 22,6% no eren unitats familiars. En el 19,5% dels habitatges hi vivien persones soles el 8,3% de les quals corresponia a persones de 65 anys o més que vivien soles. El nombre mitjà de persones vivint en cada habitatge era de 2,57 i el nombre mitjà de persones que vivien en cada família era de 2,92.
Per edats la població es repartia de la següent manera: un 24,9% tenia menys de 18 anys, un 10,8% entre 18 i 24, un 30,7% entre 25 i 44, un 16,4% de 45 a 60 i un 17,3% 65 anys o més.
L'edat mediana era de 35 anys. Per cada 100 dones de 18 o més anys hi havia 100,8 homes.
La renda mediana per habitatge era de 42.188 $ i la renda mediana per família de 51.250 $. Els homes tenien una renda mediana de 29.861 $ mentre que les dones 25.500 $. La renda per capita de la població era de 18.244 $. Aproximadament el 9,8% de les famílies i el 9,1% de la població estaven per davall del llindar de pobresa.

## Poblacions més properes
El següent diagrama mostra les poblacions més properes.